# Рошковани
Рошковани (слч. Rožkovany) насељено је мјесто са административним статусом сеоске општине (слч. obec) у округу Сабинов, у Прешовском крају, Словачка Република.

## Становништво
| Година:    | 1994. | 2004.    | 2014.   | 2024.   |
| ---------- | ----- | -------- | ------- | ------- |
| Број људи: | 1150  | 1284     | 1331    | 1322    |
| Разлика:   |       | +11,65 % | +3,66 % | -0,67 % |

| Година:    | 2023. | 2024.   |
| ---------- | ----- | ------- |
| Број људи: | 1323  | 1322    |
| Разлика:   |       | -0,07 % |

Према подацима о броју становника из 2011. године насеље је имало 1.319 становника.